# ヤッパシ…H!
「ヤッパシ…H!」は、1986年1月21日に発売された浅香唯の3枚目のシングル。

## 解説
- 1989年春に開催された『YUI ASAKA'89 SPRING CONCERT MELODY FAIR』では、浅香本人がドラムを叩きながら歌った。
- 2025年に開催された『浅香唯デビュー40周年記念コンサート』においても、本人による本曲のドラム演奏・歌唱が披露された[2]。
- 本人出演の松下電工「Love eye」（卓上電気スタンド）のTVCMとして使用された。

## 収録曲
- 両楽曲共に、作詞：森雪之丞

1. ヤッパシ…H!
作曲・編曲：馬飼野康二
2. ピンクの結晶
作曲：中崎英也／編曲：船山基紀

## 関連作品
- ヤッパシ…H!
  - Crystal Eyes
  - Present
  - シングル・コレクション
  - 浅香唯大全集 THE COMPLETE BOX
  - CRYSTALS 〜25th Anniversary Best〜
  - 浅香唯 30周年記念コンプリートBOX
  - ONLY YUI （映像作品）

- ピンクの結晶（クリスタル）
  - Crystal Eyes
  - 浅香唯大全集 THE COMPLETE BOX
  - 浅香唯 30周年記念コンプリートBOX